# サンリオフェスティバル
サンリオフェスティバルは、かつて1980年代から1993年頃まで主に夏季(夏休み期間)に開催されたサンリオの夏祭りである。

## 概要
サンリオは1970年代の後半からの爆発的なサンリオキャラクターブームと商戦拡大により「サンリオブーム」(第1次ブーム)を背景とした自社直轄ギフトゲート、メルヘンショップとの協業と共にファン層の長期定着化やコミュニケーションビジネスに於ける新分野への挑戦を軸とした「年度計画」を策定した。そうした計画に基づき、当時の主な拡販対象層だった幼児や子供を含めた家族連れが低価格で「夏祭り」を楽しめる会場を創造する目的で『サンリオフェスティバル』が誕生した。なお『サンリオフェスティバル』は主に関東圏内、東京近郊の百貨店の催事会場や特設会場に期間限定で設置され、1980年代の後半からおよそ1990年にそれらをダウンサイジングした「ミニ版」が地方百貨店向けのサンリオフェスティバルとしても開催された。この頁では主にかつて東京近郊の百貨店で開催された『サンリオフェスティバル』を解説する。

## 運営方針
サンリオが従来から標榜する「親子のコミュニケーション」「ソーシャルコミュニケーションの大切さ」を堅持し、低価格なチケット制を導入し、幼児・子供が現金を取り扱わずとも買物が出来たり、自分が嗜好する食べ物や遊びを体験出来る方法で運営を行った。その為、入場料金は不要。但し入場前に窓口で「チケット」を各人1冊購入するか、家族で1冊のチケットを購入する方法を実施した。主な施設(※後述)の「屋台村」「ゲームあそび」は屋台形式のミニ出店とミニブースが立ち並び、フェスティバル会場が、まるで「街」(まち)の様に見える構成となっていた。
幼児や子供達は「屋台村」や「ゲームあそび」「ミニショーステージ」等を自由に回遊可能。フェスティバル会場奥に休憩設備(冷房完備)もあり、家族で終日楽しめるお祭り会場になっていた。

### 事業足蹠
1980年代初頭から10数年間に及ぶ開催を経た「サンリオフェスティバル」は1994年夏の開催で事実上の終焉を迎えたが、同フェスティバルの開催による事業足蹠(※実業ノウハウ)は後の時代に於けるサンリオが構想したソーシャルコミュニケーションビジネスの基礎として多大な功績を遺した。その中の1つに、サンリオフェスティバルに於けるイベント企画立案形成過程の会得、会場整備及び集客運営ノウハウの獲得、ソーシャルコミュニケーションビジネスに特化したスタッフの育成など、多岐に亘った。それらの事業足蹠の蓄積は結果的にサンリオピューロランド開園の為の足掛かりを得る重要なステップの1つであったと共に、サンリオピューロランド開園後に於いても過去のサンリオフェスティバルスタッフ経験者がピューロランドに異動し現業を担当した事により、日本型ソーシャルコミュニケーションビジネスの基礎を築く形になった。

## 主な施設
サンリオの夏祭り ( 「サンリオフェスティバル」 )

### 屋台村
- たこやきやさん (1皿200円)
- お好み焼きやさん (1皿200円)
- やきそばやさん (1皿200円)
- クレープやさん (1枚200円)
- ヨーヨー釣りやさん (1回100円)
- わたがしやさん (1コ100円)
- 風船やさん(サンリオキャラクター)1コ100円
- かき氷やさん (1杯100円)
- いちごあめやさん (1コ100円)
- やきとりやさん (1本50円で2本1組から販売)
- カレーライスやさん (1皿200円)
- ジューススタンドやさん (サンリオキャラクター付ジュース各種/1本100円)
- チョコムースえかき (1回100円)

※屋台村の販売員はサンリオ社員、サンリオギフトゲート社員、ギフトビレッジ社員などが担当。

### ゲームあそび
- サンリオキャラクターダーツ (1回100円)
- 絵合わせチャレンジ (1回100円)
- ミニゴルフ (1回100円)
- わなげ (1回100円)
- じゃぶじゃぶ池のつりコーナー (1回100円)
- 射的コーナー (1回100円)
- ロータリースロットチャレンジ (1回100円)
- ミニ鉄道 (乗車1回100円)
- ふわふわポンポン遊具 (無料)
- ミニアスレチックコーナー (無料)
- グリーンビレッジ (無料)
- 休憩所 (冷房完備/無料)
- ステージ横休憩所 (冷房完備/無料)

※景品はサンリオキャラクター文具(各種)、生活グッズ、サンリオキャラクター菓子など。
※ゲームあそびの係員、操作員はサンリオ社員、サンリオギフトゲート社員、ギフトビレッジ社員などが担当。

### 会場設備
- メイン会場設備
- メインゲート(入場/退場)
- チケットブース
- 両替設備
- インフォメーション設備
- 受付設備(スタッフ/会場兼)
- 屋台コーナー
- ゲームコーナー/遊具コーナー
- ステージ設備
- 休憩所設備
- 飲食会場設備(手洗い場設備4カ所有)
- トイレ3箇所(男/女)
- スタッフ設備
- ガレリア設備
- パントリー設備
- バックステージヤード

### ミニステージ
- ミニショー
  - 「サンリオフェスティバル演目」(無料/22分)
  - 「ようこそピューロの村へ」(無料/27分)
  - 「サンリオピューロランドPRショー」(無料/28分)

※ショー演者はサンリオ社員、サンリオギフトゲート社員、ギフトビレッジ社員、劇団飛行船(派遣)などが担当。

## 主なイベント
- キャラクターグリーティング

(ハローキティ、タキシードサム、キキとララ、ぽこぽん、マイメロディ、パティ＆ジミー等々)1日4回～6回グリーティング実施
※演者はサンリオ社員、サンリオギフトゲート社員、ギフトビレッジ社員などが担当。
- いちご新聞大会inサンリオフェスティバル

(歴代「いちご新聞」展示、いちご新聞記者発表、いちごメイト特派員紹介、編集部インタビュー、サンリオキャラクターデザイナー原画展示など)

## 料金
- 大人1名：チケット1000円 (※100円券×11枚つづりで1冊)
- 幼児1名または子供1名：チケット500円 (※100円券×6枚つづりで1冊)
- 100円券「バラ売り」対応、両替対応

※紙チケット制は1990年に開園したサンリオピューロランド(JOY券)と1991年開園のハーモニーランド(DO券)のチケットコントロール技術に応用された。

## サンリオフェスィバル記念品コーナー
- 「ハローキティのしゃしんかん」(写真館)
- 「マイメロディのキーホルダーやさん」
- 「パティ＆ジミーのぶんぼうぐやさん」
- 「キャラクターサインコーナー」
- 「サンリオ商品即売会」
- 「いちごメイトグッズコーナー」

など